# Große Universelle Bruderschaft

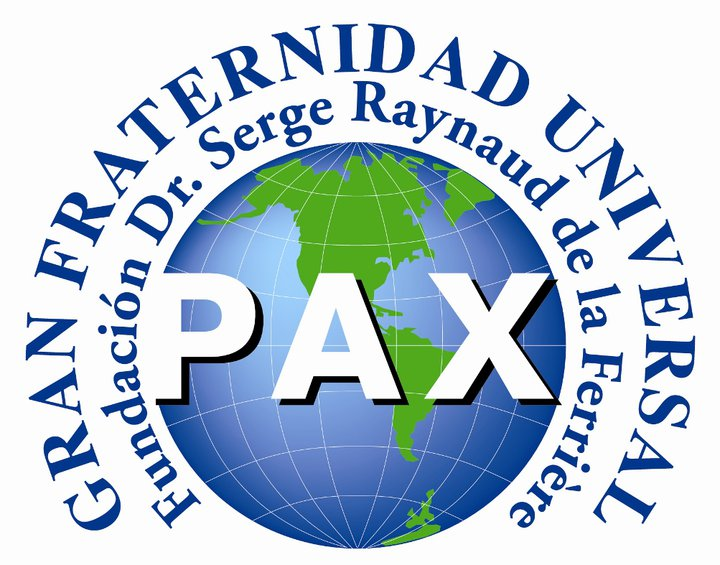
Siegel der Gran Fraternidad Universal

Die Große Universelle Bruderschaft (GUB) ist eine esoterische Organisation, die von dem französischen Astrologen
Serge Raynaud de la Ferrière (SRF) 1948 in Caracas, Venezuela gegründet wurde. Die Organisation zeichnet sich durch eine Fülle von Abspaltungen aus, die vorwiegend in Süd- und Mittelamerika sowie in den USA aktiv sind.

## Ursprung, Gründung und Abspaltungen
Die GUB charakterisiert sich selbst als eine zivile, kulturelle, nichtstaatliche, gemeinnützige Organisation, die Wissenschaft, Kunst und Religion zusammenbringen soll, mit dem Ziel einer intellektuellen Verbesserung und einer „geistige Umerziehung der Menschheit“, ohne Unterschied von Rasse, Nationalität, Geschlecht, Glauben oder sozialer Klasse.
In ihrer Satzung Artikel 1 heißt es:
„Die Große Universelle Bruderschaft und ihre öffentliche Darstellung die Mission des Ordens des Wassermann ist eine zivile und kulturelle Organisation, die die Wissenschaft, Kunst und Religion zusammenzubringen sucht, für eine intellektuelle Verbesserung und geistige Umerziehung, durch die Fusion aller Sekten, Verbände, humanitären, philosophischen, wissenschaftlichen künstlerischen, esoterischen, religiösen und initiatischen Gesellschaften.“
Nach eigenen Angaben hat die Bruderschaft Standorte in Argentinien, Australien, Bolivien, Brasilien, Chile, Costa Rica, Ecuador, El Salvador, Honduras, Kolumbien, Mexiko, Nicaragua, Panama, Paraguay, Peru, Puerto Rico, Spanien, Uruguay, USA und Venezuela.
Es gibt zahlreiche Abspaltungen der Bruderschaft. Luis Gonzalez Reimann identifizierte in seiner Analyse der Organisation mehrere Konflikte und Machtkämpfe und hat eine Untersuchung über die Verzweigung der Abspaltungen durchgeführt. José Manuel Estrada gründete die erste Abspaltung GFU Linha Solar (GUB Sonnenlinie) in Mexiko im Jahr 1967. Sie wurde später als RedGFU bezeichnet und ist ihrerseits der Ursprung acht weiterer Linien. David Ferriz Olivares begründete nach seinem Austritt aus der GUB 1990 in Lima eine zweite Organisation, die Magna Fraternitas Universalis. Aus dieser Abspaltung entstanden sieben Hauptzweige in Peru, Venezuela und Mexiko. Juan Víctor Mejias und Alfonso Gil Colmenares, zwei von den vier Hauptadepten des Gründers, blieben in der Gründungsorganisation zusammen.

## Arbeitsbereiche
Obwohl auf der offiziellen Website der GUB Arbeitsbereiche wie Bildung, Gesundheit, Soziales und Kulturelles grundsätzlich angesprochen werden, sind diese Aktionsfelder nicht in allen Ländern gleich stark abgedeckt. Schwerpunkt der GUB ist der Gesundheitssektor. Gefördert werden psychophysische Gymnastik, Yoga und Vegetarismus, Geburtsvorbereitung und Naturismus. Die GUB ist im Bereich Fürsorge und soziale Wohlfahrt, was die Versorgung von Bedürftigen mit Nahrung, Kleidung und Spielzeug betrifft, aktiv. Sie ist ebenfalls in der Erwachsenenbildung indigener Gemeinden tätig, besonders in Fragen der Kinder- und Säuglingspflege, der Hygiene, in Drogenprophylaxe, Schwangerschafts- und Ernährungsberatung, und sie bietet Pre-Yoga-Übungen an. Im Bildungsbereich wird vor allem die künstlerische Ausbildung von Kindern gefördert. Im Kultursektor handelt es sich in der Regel um die Pflege von Folklore und lokaler Literatur.

## Zugangsbedingungen
Leute, die der Bruderschaft beitreten wollen, müssen bestimmte Bedingungen erfüllen: vegetarische Ernährung, tägliche Praxis „psychophysischer Gymnastik“, Hatha Yoga und Studium der Werke des Gründers. Verboten sind Alkohol-, Tabak- und Drogenkonsum. Neue Mitglieder werden ermutigt, weitere Mitglieder anzuwerben, die Schriften des Gründers zu verkaufen, die Prinzipien der Bewegung zu verbreiten und zur Finanzierung der Bruderschaft durch Verlosungen, Verkauf von Lebensmitteln, Kursen usw. beizutragen. Die Initiation erfolgt in drei Stufen: 1. Preinitiations-Schule, 2. Initiationsschule, 3. Esoterischer Kreis. Nach der Initiation selbst gibt es weitere sieben Stufen. Angehörige der Bruderschaft sind zum Schweigen verpflichtet und dürfen die Lehren der Initiationsschulen nicht kommentieren.

## Die GUB und UNESCO
Seit den 1950er Jahren versuchte die GUB ohne Erfolg, Mitglied der UNESCO zu werden. Ende der 1990er Jahre erhielt die Organisation einen Beraterstatus (NGO) in der Abteilung für öffentliche Information (DPI) und dem Wirtschafts- und Sozialrat (ECOSOC).

## Die FISS
1947 gründete Serge Raynaud in Paris eine weitere, kurzlebige Vereinigung, genannt Groupement Mondial de Cosmobiologie (GMC) (Weltgruppe der Kosmobiologie), die sich der Astrologie widmet. 1960 wurde der Name in Fédération internationale des sociétés scientifiques (FISS) (Internationalen Föderation der wissenschaftlichen Gesellschaften) verändert. Die neue Organisation kam nur in wenigen Sitzungen zusammen. Es ist ihr nie gelungen, astrologiewissenschaftliche Tagung zu organisieren oder eine entsprechende Zeitschrift herauszugeben. Die FISS bestand von 1960 bis 1962.